# Fédération lituanienne d'athlétisme
La Fédération lituanienne d'athlétisme (en lituanien Lietuvos lengvosios atletikos federacija, LLAF) est la fédération d'athlétisme de Lituanie, affiliée à l'Association européenne d'athlétisme et à l'IAAF. Créée en 1921, son siège est à Vilnius.